# مرحله مقدماتی جام جهانی فوتبال ۲۰۲۶
مرحله مقدماتی جام جهانی فوتبال ۲۰۲۶ فرایندی گزینشی است که برای تعیین تیم های حاضر در جام جهانی فوتبال ۲۰۲۶ انجام می شود. این دوره از جام جهانی به میزبانی مشترک کانادا ، مکزیک و ایالات متحده انجام خواهد شد.

## رده (شامل ۶ کنفدراسیون)
مرحله مقدماتی جام جهانی فوتبال ۲۰۲۶ (آسیا)
مرحله مقدماتی جام جهانی فوتبال ۲۰۲۶ (آفریقا)
مرحله مقدماتی جام جهانی فوتبال ۲۰۲۶ (آمریکای جنوبی)
مرحله مقدماتی جام جهانی فوتبال ۲۰۲۶ (آمریکای شمالی)
مرحله مقدماتی جام جهانی فوتبال ۲۰۲۶ (اروپا)
مرحله مقدماتی جام جهانی فوتبال ۲۰۲۶ (اقیانوسیه)

## کشورهای راه یافته

کشورهای راه یافته
کشورهای که هنوز وضعیت صلاحیت آنها مشخص نشده است
کشورهایی که موفق به کسب سهمیه نشدند
کشورهای تعلیق شده
عضو فیفا نیستند

| تیم                 | کنفدراسیون | شیوه راه‌یابی                                                | تاریخ راه‌یابی | سابقه شرکت در مسابقات | بهترین نتیجه در دوره‌های گذشته                    | منابع  |
| ------------------- | ---------- | ----------------------------------------------------------- | ------------- | --- | ------------------------------------------------ | ------ |
| کانادا              | کونکاکاف   | میزبان                                                      | ۱۴ فوریه ۲۰۲۳ | ۲ (۱۹۸۶، ۲۰۲۲) | مرحله گروهی (۱۹۸۶، ۲۰۲۲)                         | [ ۱ ]  |
| مکزیک               | کونکاکاف   | میزبان                                                      | ۱۴ فوریه ۲۰۲۳ | ۱۷ (۱۹۳۰, ۱۹۵۰, ۱۹۵۴, ۱۹۵۸, ۱۹۶۲, ۱۹۶۶, ۱۹۷۰, ۱۹۷۸, ۱۹۸۶, ۱۹۹۴, ۱۹۹۸, ۲۰۰۲, ۲۰۰۶, ۲۰۱۰, ۲۰۱۴, ۲۰۱۸، ۲۰۲۲)                              | یک چهارم نهایی (۱۹۷۰, ۱۹۸۶)                      | [ ۱ ]  |
| ایالات متحده آمریکا | کونکاکاف   | میزبان                                                      | ۱۴ فوریه ۲۰۲۳ | ۱۱ (۱۹۳۰, ۱۹۳۴, ۱۹۵۰, ۱۹۹۰, ۱۹۹۴, ۱۹۹۸, ۲۰۰۲, ۲۰۰۶, ۲۰۱۰, ۲۰۱۴، ۲۰۲۲)                                                                  | مقام سوم (۱۹۳۰)                                  | [ ۱ ]  |
| ژاپن                | ای اف سی   | صعود از گروه Cمرحله مقدماتی جام جهانی فوتبال ۲۰۲۶ (آسیا)    | ۲۰ مارس ۲۰۲۵  | ۷ (۱۹۹۸، ۲۰۰۲، ۲۰۰۶، ۲۰۱۰، ۲۰۱۴، ۲۰۱۸، ۲۰۲۲)                                                                                           | یک‌هشتم نهایی (۲۰۰۲، ۲۰۱۰، ۲۰۱۸، ۲۰۲۲)            | [ ۲ ]  |
| نیوزیلند            | او اف سی   | صعود از مرحله مقدماتی جام جهانی فوتبال ۲۰۲۶ (اقیانوسیه)     | ۲۴ مارس ۲۰۲۵  | ۲ (۱۹۸۲، ۲۰۱۰) | مرحله گروهی (۱۹۸۲، ۲۰۱۰)                         | [ ۳ ]  |
| ایران               | ای اف سی   | صعود از گروه Aمرحله مقدماتی جام جهانی فوتبال ۲۰۲۶ (آسیا)    | ۲۵ مارس ۲۰۲۵  | ۶ (۱۹۷۸، ۱۹۹۸، ۲۰۰۶، ۲۰۱۴، ۲۰۱۸، ۲۰۲۲)                                                                                                 | مرحله گروهی (۱۹۷۸، ۱۹۹۸، ۲۰۰۶، ۲۰۱۴، ۲۰۱۸، ۲۰۲۲) | [ ۴ ]  |
| آرژانتین            | کونمبول    | صعود از مرحله مقدماتی جام جهانی فوتبال ۲۰۲۶ (آمریکای جنوبی) | ۲۶ مارس ۲۰۲۵  | ۱۸ (۱۹۳۰، ۱۹۳۴، ۱۹۵۸، ۱۹۶۲، ۱۹۶۶، ۱۹۷۴، ۱۹۷۸، ۱۹۸۲، ۱۹۸۶، ۱۹۹۰، ۱۹۹۴، ۱۹۹۸، ۲۰۰۲، ۲۰۰۶، ۲۰۱۰، ۲۰۱۴، ۲۰۱۸، ۲۰۲۲)                        | قهرمان (۱۹۷۸، ۱۹۸۶، ۲۰۲۲)                        | [ ۵ ]  |
| ازبکستان            | ای اف سی   | صعود از گروه A مرحله مقدماتی جام جهانی فوتبال ۲۰۲۶ (آسیا)   | ۵ ژوئن ۲۰۲۵   | نخستین حضور | _                                                | [ ۶ ]  |
| کرهٔ جنوبی           | ای اف سی   | صعود از گروه B مرحله مقدماتی جام جهانی فوتبال ۲۰۲۶ (آسیا)   | ۵ ژوئن ۲۰۲۵   | ۱۱ (۱۹۵۴، ۱۹۸۶، ۱۹۹۰، ۱۹۹۴، ۱۹۹۸، ۲۰۰۲، ۲۰۰۶، ۲۰۱۰، ۲۰۱۴، ۲۰۱۸،۲۰۲۲)                                                                   | مقام چهارم (۲۰۰۲)                                | [ ۷ ]  |
| اردن                | ای اف سی   | صعود از گروه B مرحله مقدماتی جام جهانی فوتبال ۲۰۲۶ (آسیا)   | ۵ ژوئن ۲۰۲۵   | نخستین حضور | _                                                | [ ۸ ]  |
| استرالیا            | ای اف سی   | صعود از گروه C مرحله مقدماتی جام جهانی فوتبال ۲۰۲۶ (آسیا)   | ۱۰ ژوئن ۲۰۲۵  | ۶ (۱۹۷۴، ۲۰۰۶، ۲۰۱۰، ۲۰۱۴، ۲۰۱۸، ۲۰۲۲)                                                                                                 | یک‌هشتم نهایی ۲۰۰۶، ۲۰۲۲                          | [ ۹ ]  |
| اکوادور             | کونمبول    | صعود از مرحله مقدماتی جام جهانی فوتبال ۲۰۲۶ (آمریکای جنوبی) | ۱۱ ژوئن ۲۰۲۵  | ۴ (۲۰۰۲، ۲۰۰۶، ۲۰۱۴، ۲۰۲۲) | یک‌هشتم نهایی ۲۰۰۶                                | [ ۱۰ ] |
| برزیل               | کونمبول    | صعود از مرحله مقدماتی جام جهانی فوتبال ۲۰۲۶ (آمریکای جنوبی) | ۱۱ ژوئن ۲۰۲۵  | ۲۲ (۱۹۳۰، ۱۹۳۴، ۱۹۳۸، ۱۹۵۰, ۱۹۵۴، ۱۹۵۸، ۱۹۶۲، ۱۹۶۶، ۱۹۷۰، ۱۹۷۴، ۱۹۷۸، ۱۹۸۲، ۱۹۸۶، ۱۹۹۰، ۱۹۹۴، ۱۹۹۸، ۲۰۰۲، ۲۰۰۶، ۲۰۱۰، ۲۰۱۴، ۲۰۱۸،۲۰۲۲) | قهرمان (۱۹۵۸، ۱۹۶۲، ۱۹۷۰، ۱۹۹۴، ۲۰۰۲)            | [ ۱۱ ] |

## سهمیه ها به تفکیک هر قاره
|            |              |              |              |                 |                   |                        |                         |
| کنفدراسیون | سهمیه مستقیم | سهمیه پلی آف | تیم های حاضر | تیم های حذف شده | تیم های راه یافته | تاریخ شروع دور مقدماتی | تاریخ پایان دور مقدماتی |
| ای اف سی   | ۸            | ۱            | ۴۷           | ۰               | ۲                 | ۱۲ اکتبر ۲۰۲۳          | نوامبر ۲۰۲۵             |
| کاف        | ۹            | ۱            | ۵۴           | ۰               | ۰                 | ۱۳ نوامبر ۲۰۲۳         | ۱۸ نوامبر ۲۰۲۵          |
| کونکاکاف   | ۳+۳          | ۲            | ۳+۳۲         | ۰               | ۳                 | مارس ۲۰۲۴              | نوامبر ۲۰۲۵             |
| کونمبول    | ۶            | ۱            | ۱۰           | ۰               | ۱                 | ۷ سپتامبر ۲۰۲۳         | سپتامبر ۲۰۲۵            |
| او اف سی   | ۱            | ۱            | ۱۱           | ۰               | ۱                 | سپتامبر ۲۰۲۴           | مارس ۲۰۲۵               |
| یوفا       | ۱۶           | ۰            | ۵۴           | ۰               | ۰                 | مارس ۲۰۲۵              | مارس ۲۰۲۶               |
| پلی آف     | ۲            | —            | (۶)          | ۰               | ۰                 | مارس ۲۰۲۶              | مارس ۲۰۲۶               |
| جمع        | ۳+۴۵         | ۶            | ۳+۲۰۸        | ۰               | ۳+۰               | ۷ سپتامبر ۲۰۲۳         | مارس ۲۰۲۶               |